# Microsoft PC Manager
Microsoft PC Manager (oder Microsoft PC Cleaner) ist eine Optimierungssoftware von Microsoft zur Performance-Verbesserung von Windows-Rechnern. 

## Geschichte
Die erste für die Öffentlichkeit zugängliche Version war 1.2.4, sie erschien am 24. Oktober 2022. 
Mit der Version 3.8.1.0 vom Oktober 2023 wurde die Benutzeroberfläche auf das momentane Aussehen geändert.
Derzeit hat das Programm Beta-Status.

## Benutzeroberfläche
Die Benutzerfläche ist minimalistisch gehalten. Auf der linken Seite befinden sich die Knöpfe, um auf die Reiter Home, Protection, Storage, Apps, Toolbox, Restore, Settings und Feedback zuzugreifen.

## Funktionen
Im Haupt-Reiter kann die Geschwindigkeit des Computers erhöht werden, indem temporäre Dateien gelöscht werden, zusätzlich beendet das Programm unnötige Prozesse des Prozessors. Mithilfe eines Health check können Caches geleert werden. Außerdem können, ähnlich wie im Taskmanager, Prozesse beobachtet und beendet werden, dies ist auch im Reiter Apps möglich. Auch eine Funktion zur Verwaltung der Autostart-Programme ist implementiert.
Im Reiter Protection kann auf Sicherheitsfeatures wie die Windows-Sicherheit und Microsoft-Defender zugegriffen werden. Windows kann aktualisiert werden, außerdem Funktionen wie Windows-Update oder die Taskleiste gesteuert werden. Zusätzlich kann eine Funktion zur Unterdrückung von Pop-ups aktiviert werden.
Für die Bereinigung des Speichers finden sich im Reiter Storage erweiterte Möglichkeiten.
Eine sogenannte Toolbox fungiert als Linksammlung auf weitere Programme.
Im PC Manager kann man empfohlene Einstellungen für das Betriebssystem einstellen. Eine weitere Funktion, Smart boost, löscht automatisch temporäre Dateien, wenn diese insgesamt ein Gigabyte überschreiten.
Das Programm ist derzeit nicht auf Deutsch, sondern nur auf Englisch und in fünf weiteren Sprachen verfügbar.

## Kritik
Das Löschen von Dateien aus dem Prefetch Ordner, welcher Informationen über laufende Programme beinhaltet, kann zu einer Verlangsamung des Betriebssystems führen, weil dadurch Informationen zum Starten einer App fehlen.